# Dicranomyia (Dicranomyia) subviridis
Dicranomyia (Dicranomyia) subviridis is een tweevleugelige uit de familie steltmuggen (Limoniidae). De soort komt voor in het Australaziatisch gebied.